# Петров Вал
Петро́в Вал — город (с 1988) в Камышинском районе Волгоградской области России.
В рамках организации местного самоуправления вместе с посёлком Авиловский образует городское поселение Петров Вал. Железнодорожная станция Приволжской железной дороги.
Население: 12 526 чел. (2021).
Город расположен на левом берегу реки Иловля.

## Топоним
Название городу дано по находящимся рядом остаткам канала «Петров Вал» — незаконченной попытки при Петре I соединить Волгу и Дон через Волгодонский волок.

## География
Расположен в степной местности, в пределах Приволжской возвышенности, являющейся частью Восточно-Европейской равнины, на левом берегу реки Иловли (приток Дона), в 185 км от Волгограда, в 14 км северо-западнее районного центра, города Камышин.

## История
Населенный пункт появился в 1946 году во время строительства Волжской рокады (линия Иловля — Саратов — Сызрань — Ульяновск — Свияжск), предназначенной для снабжения войск, принимавших участие в Сталинградской битве. Рельсы для строительства дороги большей частью были сняты с участков БАМа, строительство которого было начато ещё в 1930-е годы.
Первоначально все жилые, административные и хозяйственные помещения поселка располагались в землянках. Первые кирпичные дома начали появляться в конце сороковых — начале пятидесятых годов XX века.

## Население
| 1959    | 1970    | 1979    | 1989    | 1996    | 1998    | 2000    | 2001    | 2002    |
| ------- | ------- | ------- | ------- | ------- | ------- | ------- | ------- | ------- |
| 8705    | ↗12 051 | ↗13 122 | ↗13 752 | ↗14 900 | ↗15 100 | ↗15 300 | ↘15 100 | ↘14 721 |
| 2005    | 2006    | 2007    | 2008    | 2009    | 2010    | 2011    | 2012    | 2013    |
| ↘14 100 | ↘13 800 | ↘13 600 | ↘13 400 | ↘13 221 | ↗13 239 | ↘13 200 | ↘13 094 | ↘12 844 |
| 2014    | 2015    | 2016    | 2017    | 2018    | 2019    | 2020    | 2021    |         |
| ↘12 661 | ↘12 518 | ↘12 371 | ↘12 177 | ↗12 544 | ↘12 528 | ↘12 359 | ↗12 526 |         |

На 1 января 2025 года по численности населения город находился на 846-м месте из 1124 городов Российской Федерации.

## Достопримечательности
- Памятник «Чёрный тюльпан» — посвящён войнам-интернационалистам. Состоит из красной звезды с чёрным тюльпаном внутри.
- Памятник Владимиру Ленину. Стоит на против дома культуры на постаменте.
- Памятник посвящённый Великой Отечественной войне. Состоит из двух вертикальных плит с датой 1941—1945 и надписью «Никто не забыт ничто не забыто». Между плитами находится стела.
- В городском парке находится бюст Петра I.
- Около вокзала стоит паровоз времён Великой Отечественной войны. Справа от паровоза стоит памятник Волжской рокаде.

## Транспорт
Узловая станция Петров Вал Приволжской железной дороги на пересечении линии Саратов — Волгоград и линии Тамбов — Камышин. Локомотивное депо Петров Вал (построено в 1947 году для обслуживания паровозов, позже тепловозов и электровозов) обеспечивает грузоперевозки по электрифицированной линии Сызрань — Саратов — Волгоград — Сальск.
В Петров Вале ходят автобусы до Камышина, Котово и Лебяжье. До 2015 по городу ходили автобусы.

## Галерея

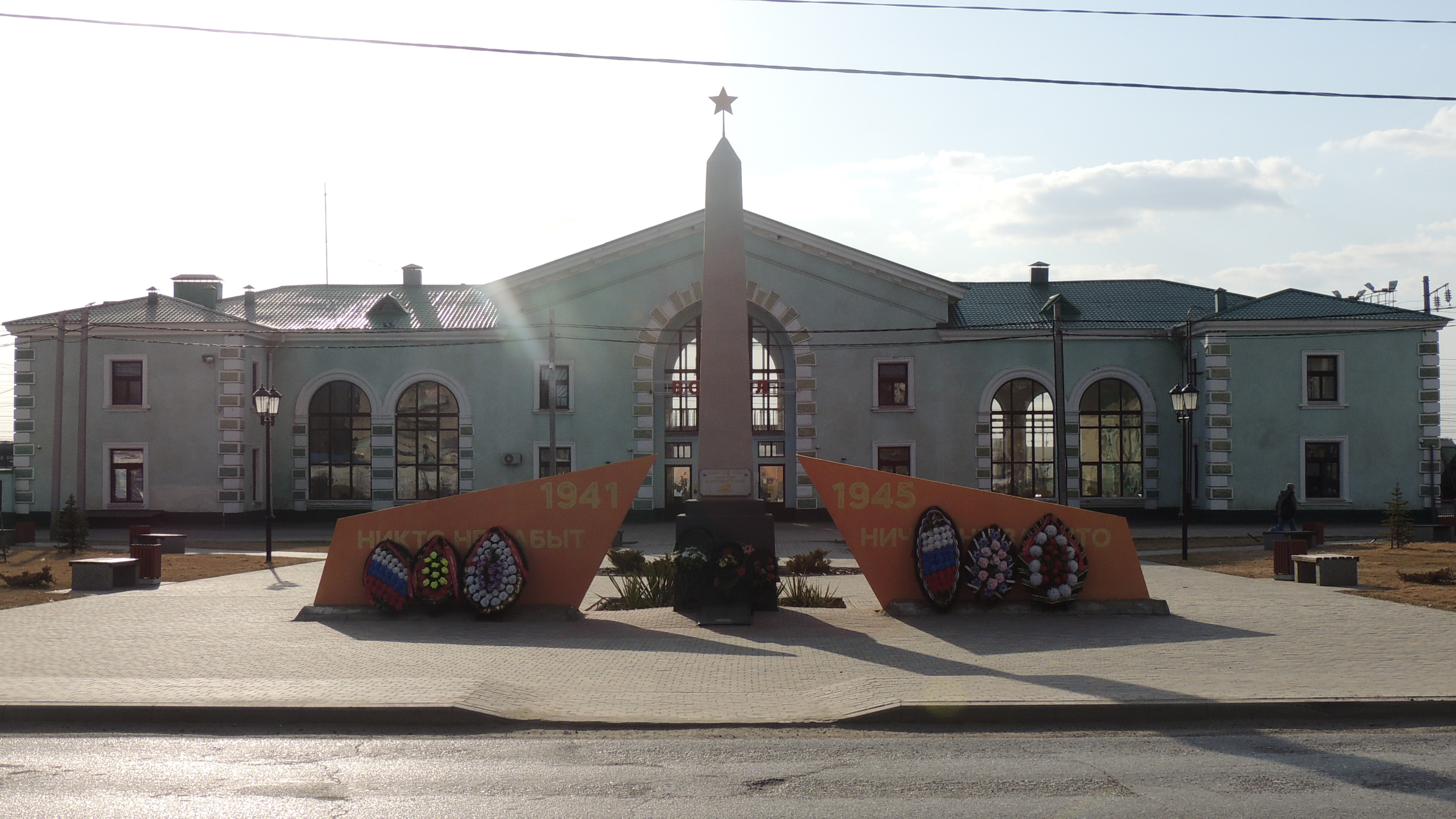
Вокзал Петров Вала и монумент.
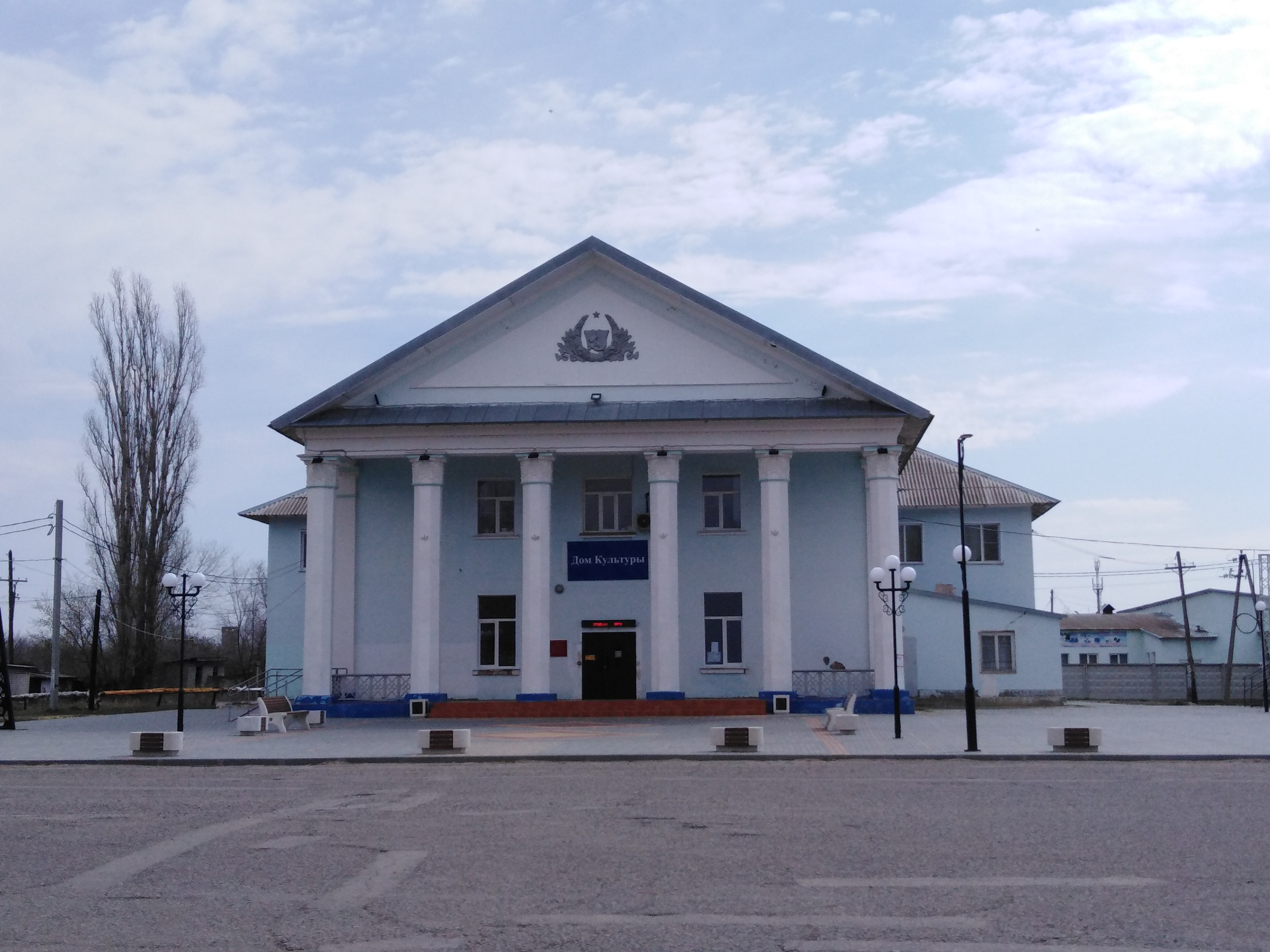
Дом культуры в Петров Вале
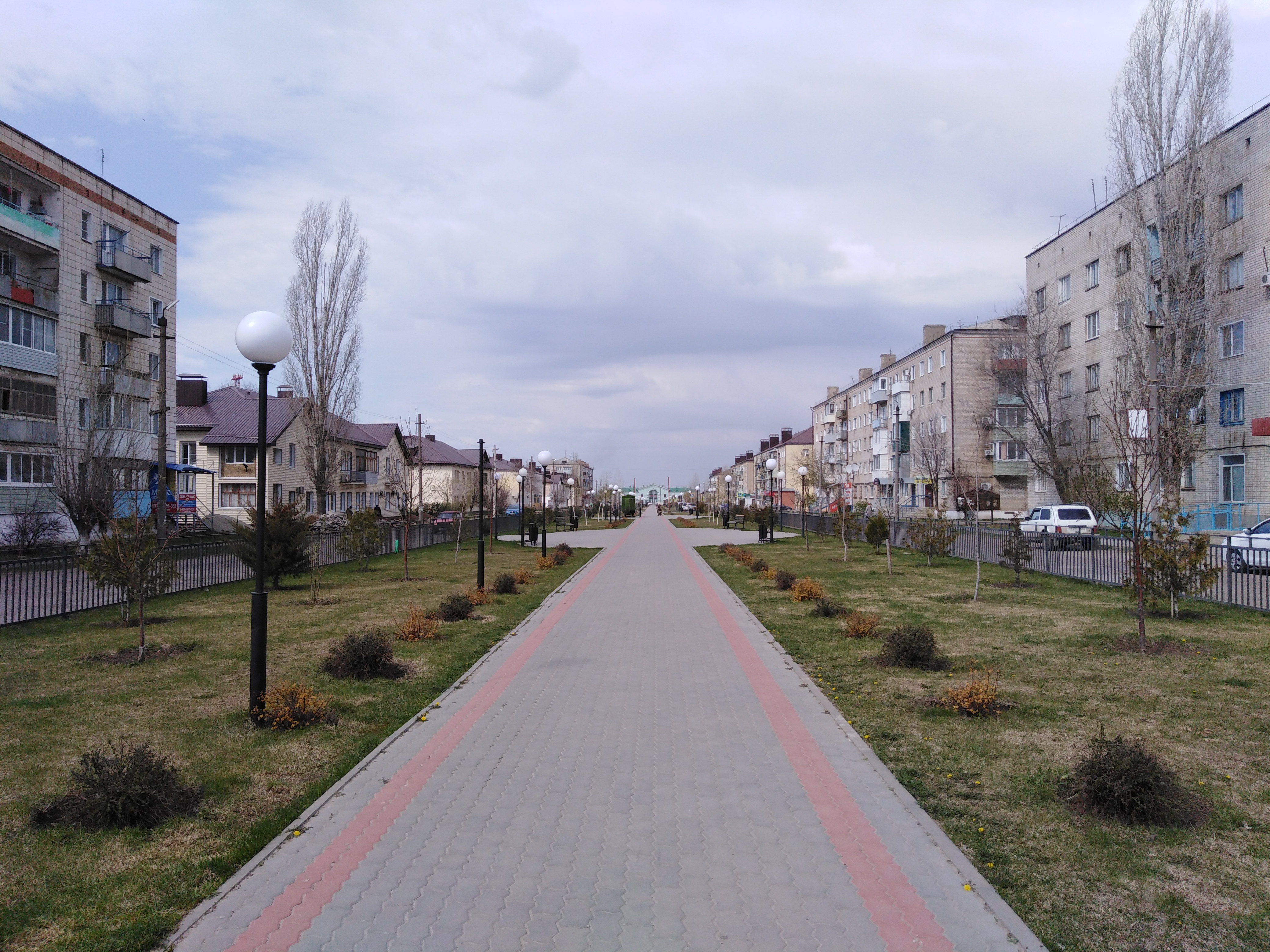
Аллея Петров Вал